# Walter Schmiedel (Widerstandskämpfer)
Walter Schmiedel (* 9. September 1909 in Zuschendorf; † 2. Februar 1940 in Dresden) war ein deutscher Kommunist und Widerstandskämpfer gegen das NS-Regime.

## Leben
Schmiedel arbeitete auf dem Zuschendorfer Rittergut als Geschirrführer. Bereits mit 18 Jahren trat er der Kommunistischen Partei Deutschlands (KPD) und dem Roten Frontkämpferbund bei. 
Ende Januar 1933 gründete er die Widerstandsgruppe Zuschendorf, der Walter Hauptvogel, Alfred Jentzsch und Herbert Marschner angehörten. Ihre Hauptaufgabe war der illegale Transport von Parteimaterial aus und in die Tschechoslowakei sowie die Verteilung von Flugblättern und anderer Druckerzeugnisse. Im April 1933 wurde Schmiedel das erste Mal verhaftet. Nach seiner Freilassung im Juni 1933 führte er die illegale Arbeit in der Widerstandsgruppe fort. Im März 1934 nahmen Schmiedel, Marschner und Jetzsch an Zusammenkünften im „Volkshaus“ Tyssa (Tschechoslowakei) teil, wo sie auf Walter Richter (Deckname „Florian“) und Arthur Thiermann trafen. Jentzsch berichtete über die Zustände im KZ Hohnstein und über den Aufbau einer illegalen Parteiorganisation, gegliedert in Vierergruppen. Im Sommer 1937 übergab Schmiedel an Genossen der illegalen Dohnaer KPD-Parteiorganisation gesammelte Gelder. Im Frühjahr 1938 nahm Schmiedel an der illegalen Beratung in der Nähe der Lugschänke bei Heidenau teil. Rudolf Gebauer erörterte hier die politische Lage und sprach über die drohende Kriegsgefahr. Neben Schmiedel waren unter anderem auch Arthur Schirmer aus Dohna und Emil Schemmel aus Heidenau zugegen. Im Januar 1939 wurde Schmiedel erneut verhaftet und ins Gefängnis Münchner Platz nach Dresden gebracht. Hier wurde er am 2. Februar 1940 von der Gestapo ermordet.

## Ehrungen
- Nach ihm ist der Walter-Schmiedel-Weg in Pirna benannt.